# Sydamerikanska nationernas union

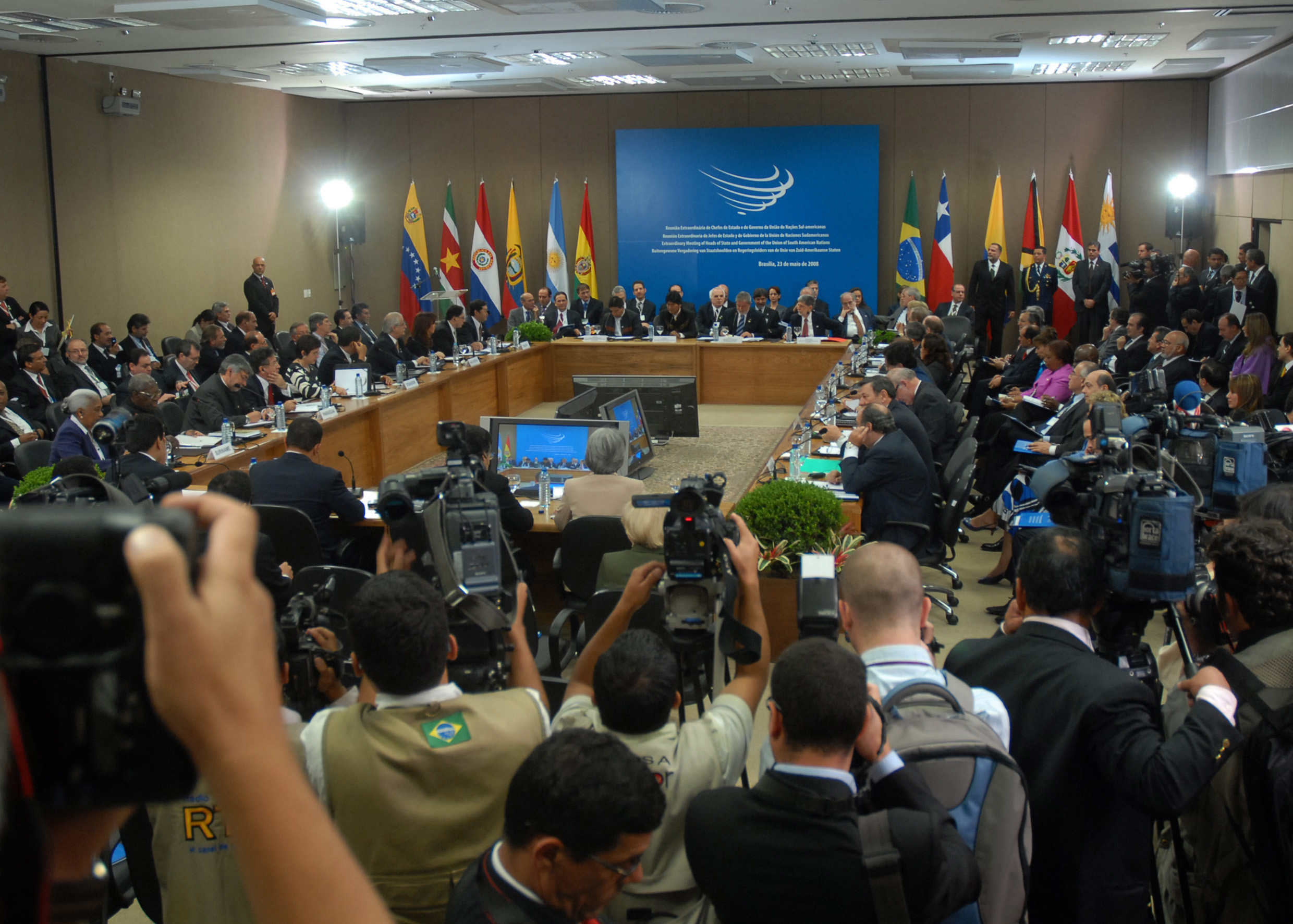
UNASUR 2008

UNASUR:s emblem

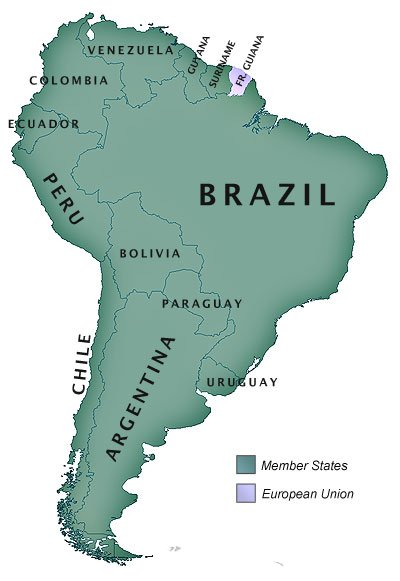
UNASUR:s medlemsländer

Sydamerikanska nationernas union (spanska: Unión de Naciones Suramericanas - UNASUR, portugisiska: União de Nações Sul-Americanas - UNASUL, engelska: Union of South American Nations - USAN, nederländska: Unie van Zuid-Amerikaanse Naties (pronunciation (fil)) - UZAN) är en politisk och ekonomisk gemenskap av Sydamerikas tolv självständiga stater.
UNASUR består i grunden av två existerande tullunioner: Mercosur och Andinska gemenskapen, Comunidad Andina på spanska. UNASUR är ett fördjupat politiskt samarbete i den sydamerikanska integrationsprocessen. 
Fördraget om bildandet av unionen undertecknades den 23 maj 2008 i Brasiliens huvudstad Brasilia vid det tredje toppmötet. Målsättningen är att unionen ska vara igång 2019. Unionens högkvarter är tänkt ha sitt säte i Quito, Ecuador men är för tillfället placerat i Brasilia. Parlamentet ska vara i Cochabamba, Bolivia medan unionens bank,  Banco del Sur (Sydbanken) ska ligga i Caracas, Venezuela. 
Sydamerikanska nationernas unions syfte är att utveckla och ge plats åt ett område med integration och enhet i den kulturella, sociala, ekonomiska och politiska utvecklingen bland sina medlemmar, med hjälp av politisk dialog, socialpolitik, utbildning, energi, infrastruktur, ekonomi och miljö, bland annat för att undanröja den socioekonomiska klyftor, uppnå social integration, medborgerlig delaktighet och stärka demokratin.

## Medlemsländer
- Argentina
- Bolivia
- Brasilien
- Chile
- Colombia
- Ecuador
- Guyana
- Paraguay (Avstängt från 29 juni 2012.[2])
- Peru
- Surinam
- Uruguay
- Venezuela

### Stater med observatörstatus
- Panama
- Mexiko